# Ulrich Jasper Seetzen

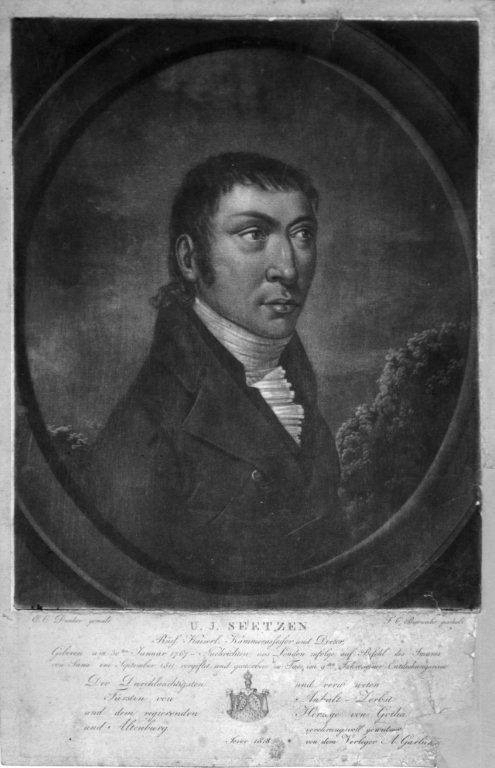
Ulrich Jasper Seetzen

Ulrich Jasper Seetzen (Sophiengroden (nabij Jever), 1767 - Jemen, 1811) was een Duitse wetenschapper en reiziger.
Seetzen had gestudeerd aan de universiteit van Göttingen, en was in dienst van de hertog van Saksen-Gotha-Altenburg, waarvoor hij onder meer geacht werd voorwerpen voor het museum van Gotha aan te kopen.
Seetzen vertrok op 13 juni 1802 vanuit Jever voor een reis naar het Midden-Oosten. Via Constantinopel en Smyrna bereikte hij Aleppo, waar hij Arabisch leerde. Hij reisde uitgebreid door Syrië, Jordanië en Palestina, waarbij hij onder meer de ruïnes van de stad Gerasa ontdekte. In 1807 reisde hij vanuit Jeruzalem via de Sinaï naar Caïro, waar hij twee jaar bleef, en vele manuscripten en archeologische voorwerpen aankocht voor het museum. Hij bezocht El Faiyum, de piramiden en Saqqara.
Hij vermomde zich als moslim, en als zodanig bezocht hij de heilige plaatsen Mekka en Medina. In 1810 vertrok hij naar Mokka, maar verdween daarna. Naar later bleek overleed hij nabij Ta'izz, onderweg naar de imam van Sanaa, om zijn in Mocha in beslag genomen bagage terug te vragen. Naar alle waarschijnlijkheid werd hij in opdracht van de imam vergiftigd.